# Tipuloidea
Die Tipuloidea sind eine Überfamilie innerhalb der Zweiflügler (Diptera), die  Familien der Moosmücken (Cylindrotomidae), Stelzmücken (Limoniidae), Pediciidae und Schnaken (Tipulidae) umfasst.

## Merkmale
Tipuloidea sind schlanke, langbeinige, fliegende Insekten sehr unterschiedlicher Größe. Die Körperlänge kann von 3 Millimetern bis über 5 Zentimetern betragen. Bei den Imagines sind die Ocellen vollständig zurückgebildet oder nur rudimentär vorhanden. Die Flügel sind schmal und verlängert und nicht in Stiel und Spreite getrennt. Es sind immer zwei vollständige Analadern im Flügel vorhanden. Typisch auf dem mittleren Rumpfabschnitt (Mesothorax) ist eine v-förmige Quernaht. Die Cerci der Weibchen sind eingliedrig, den Männchen fehlen Cerci. Bei den Larven ist der Kopf etwa zur Hälfte in den Prothorax eingesenkt und kann vom Hinterende ausgehend teilweise aufgelöst sein. Sie sind meist metapneustisch, das Tracheensystem besitzt also nur eine Stigmenöffnung am Ende des Hinterleibs, seltener apneustisch, also ohne Stigmenöffnung. Prothorakalstigmen fehlen stets.

## Lebensweise
Die Imagines der Tipuloidea sind meist kurzlebig mit einer Lebensspanne von wenigen Wochen. Sie bleiben meist in der Nähe des Habitats ihrer Larvenzeit. Die Larven kommen je nach Art in sehr unterschiedlichen Habitaten vor, von stehenden und fließenden Gewässern über Moospolster, verrottendem Material und Böden bis zum Inneren von Pflanzen oder auch in Tierbauen oder Vogelnestern.

## Systematik
Die Tipuloidea sind das Schwestertaxon der Wintermücken (Trichoceridae) und werden mit diesen und den triassischen Gnomuscidae zusammen in die Teilordnung Tipulomorpha gestellt, die wiederum das Schwestertaxon aller anderen Zweiflügler darstellt. Funde fossiler Tipuloidea sind zum Beispiel aus baltischem Bernstein bekannt, die Überfamilie existiert wahrscheinlich seit der Trias.
|  | Tipuloidea                                                                    |
|  |                                                                               |
|  | \| \| Wintermücken (Trichoceridae) \| \| \| \| \| \| †Gnomuscidae \| \| \| \| |
|  |                                                                               |
|  | Wintermücken (Trichoceridae)                                                  |
|  |                                                                               |
|  | †Gnomuscidae                                                                  |
|  |                                                                               |

|  | Wintermücken (Trichoceridae) |
|  |                              |
|  | †Gnomuscidae                 |
|  |                              |

|  | Tipuloidea                                                                    |
|  |                                                                               |
|  | \| \| Wintermücken (Trichoceridae) \| \| \| \| \| \| †Gnomuscidae \| \| \| \| |
|  |                                                                               |
|  | Wintermücken (Trichoceridae)                                                  |
|  |                                                                               |
|  | †Gnomuscidae                                                                  |
|  |                                                                               |

|  | Wintermücken (Trichoceridae) |
|  |                              |
|  | †Gnomuscidae                 |
|  |                              |

|  | Tipuloidea                                                                    |
|  |                                                                               |
|  | \| \| Wintermücken (Trichoceridae) \| \| \| \| \| \| †Gnomuscidae \| \| \| \| |
|  |                                                                               |
|  | Wintermücken (Trichoceridae)                                                  |
|  |                                                                               |
|  | †Gnomuscidae                                                                  |
|  |                                                                               |

|  | Wintermücken (Trichoceridae) |
|  |                              |
|  | †Gnomuscidae                 |
|  |                              |

|  | Tipuloidea                                                                    |
|  |                                                                               |
|  | \| \| Wintermücken (Trichoceridae) \| \| \| \| \| \| †Gnomuscidae \| \| \| \| |
|  |                                                                               |
|  | Wintermücken (Trichoceridae)                                                  |
|  |                                                                               |
|  | †Gnomuscidae                                                                  |
|  |                                                                               |

|  | Wintermücken (Trichoceridae) |
|  |                              |
|  | †Gnomuscidae                 |
|  |                              |

Die heute lebenden Tipuloidea umfassen vier Familien mit etwa 15.000 beschriebenen Arten in über 600 Gattungen und Untergattungen.
- Familie Tipulidae. 115 Gattungen, 4188 Arten
- Familie Pediciidae. 26 Gattungen, 489 Arten
- Familie Limoniidae. 314 Gattungen, 10430 Arten
- Familie Cylindrotomidae. 9 Gattungen, 71 Arten

Die Familie Gnomuscidae wurde für zwei Arten (Gnomusca molecula, Gnomusca renyxa) eingerichtet, die beide von dem russischen Paläontologen Dmitri Jewgenjewitsch Schtscherbakow nach zwei isolierten Flügeln aus Sedimenten der mittleren bis unteren triasischen Madygen-Formation Kirgistans beschrieben worden sind. Ursprünglich als Unterfamilie zu den Limoniidae gestellt, gelten sie heute als Schwestergruppe der Trichoceridae.

## Nachweise
1. ↑  Matthew J. Peterson, Charles R. Parker, Ernest Bernard: The crane flies (Diptera: Tipuloidea) of Great Smoky Mountains National Park. In: Zootaxa. Band 1013, 2005, S. 1–18 (englisch).
2. 1 2 3  Willi Hennig: Diptera (Zweiflügler). 2. Auflage. 2; Band 4; Band 31 von Handbuch der Zoologie. Walter de Gruyter, 1973, ISBN 978-3-11-004689-2, S. 20–22.
3. 1 2  David A. Grimaldi, Michael S. Engel: Evolution of the insects. Cambridge University Press, 2005, ISBN 978-0-521-82149-0, S. 496.
4. ↑  Catalogue of the Craneflies of the World
5. ↑  Dmitry Shcherbakov, Vladimir Blagoderov, Elena D Lukashevich (1995): Triassic Diptera and initial radiation of the order. International Journal of Dipterological Research 6: 75-114.